# Dubai Fateh
Dubai Fateh (auch Dubai Crude) ist ein in Dubai geförderter Erdöl-Blend.
Dubai Fateh hat eine besondere Bedeutung als Handels-Benchmark (oil marker, Referenzöl), da es eines der wenigen schnell verfügbaren Golf-Rohöle ist. Die beiden anderen Haupt-Ölmarker sind das europäische Brent Crude und das nordamerikanische West Texas Intermediate (WTI). Dubai Fateh wird in der Regel als Referenzöl bei der Preisfindung für die Exporte aus der Region des Persischen Golfes verwendet, insbesondere nach Asien. Es zählt zu den Medium-Ölen mit leicht saurer Zuordnung: Es hat eine Dichte von 31 ° API (spezifische Dichte von 0,871) und einen Schwefelgehalt von 2 % (Gewicht).